# Hacıosmanlar, Serik
Hacıosmanlar là một xã thuộc huyện Serik, tỉnh Antalya, Thổ Nhĩ Kỳ. Dân số thời điểm năm 2011 là 299 người.